# Trí khôn ở động vật
Trí thông minh ở động vật hay trí khôn của động vật phản ánh những hành vi của động vật được thực hiện một cách có ý thức, khôn khéo và lanh lợi. Theo tạp chí National Geographic, nghiên cứu đã chứng minh các loài động vật thông minh hơn nhiều so với tưởng tượng của con người. Khả năng làm toán ở chó, bắt chước tiếng người ở vẹt, hay nhớ đường đi của chim bồ câu là những biểu hiện trí thông minh ở động vật.

## Ở gà
Loài gà có thể kiềm chế, có tính cách riêng, nhận biết con số và khả năng suy luận logic tốt hơn trẻ em, gà con mới nở có khả năng phân biệt số lượng và làm phép tính đơn giản, những con gà có thể nhận biết khoảng thời gian và dự đoán các sự kiện tương lai, loài gà có khả năng kiềm chế để nhận phần thưởng thức ăn tốt hơn, cũng như tự đánh giá vị trí của mình trong đàn. Đó là hai đặc điểm của sự tự ý thức. Những con gà có thể trải qua nhiều cảm xúc tiêu cực và tích cực như sự sợ hãi, hy vọng và lo âu. Chúng có ít nhất 24 kiểu tiếng kêu để thu hút bạn tình hoặc báo động nguy hiểm, đặc điểm tính cách của gà mái mẹ có thể ảnh hưởng đến hành vi của gà con.

## Các đối tượng
- Trí khôn ở linh trưởng
- Trí khôn của voi
- Trí khôn của mèo
- Trí khôn ở chim
- Trí khôn ở bồ câu
- Trí khôn ở động vật chân đầu